# Расщепление горизонта
Расщепление горизонта (англ. split horizon) — метод предотвращения петель маршрутизации, вызванных медленной сходимостью дистанционно-векторных протоколов маршрутизации. Может применяться вместе с отправлением обратного маршрута.
Правило расщеплённого горизонта говорит, что маршрутизатор не должен распространять информацию о сети через интерфейс, на который прибыло обновление.
Возьмём для примера три маршрутизатора — R1, R2, R3. R1 анонсирует R2 некую сеть, R2 принимает информацию и обновляет свою таблицу маршрутизации, после чего пересылает обновлённую информацию только к R3, не затрагивая R1, так как именно от R1 пришёл анонс некой сети.
Расщепление горизонта не позволяет распространять неверную информацию о маршрутизации и уменьшает объём передаваемых служебных сообщений. Применяется в дистанционно-векторных протоколах, таких как RIPv1, RIPv2, IGRP, EIGRP и др.